# Hewitt (Texas)
Hewitt è un centro abitato degli Stati Uniti d'America situato nella contea di McLennan dello Stato del Texas.
La popolazione era di 13.549 persone al censimento del 2010. Fa parte dell'area metropolitana di Waco.

## Geografia fisica
Hewitt è situata a 31°27′14″N 97°11′42″W (31.453789, -97.195023).
Secondo lo United States Census Bureau, ha un'area totale di 6,9 miglia quadrate (18 km²).

## Società

### Evoluzione demografica
Secondo il censimento del 2000, 11.085 persone, 3.931 nuclei familiari e 3.223 famiglie risiedevano nella città. La densità di popolazione era di 1.608,0 persone per miglio quadrato (621,2/km²). C'erano 4.018 unità abitative a una densità media di 582,9 per miglio quadrato (225,2/km²). La composizione etnica della città era formata dall'84,08% di bianchi, il 7,70% di afroamericani, lo 0,42% di nativi americani, il 2,35% di asiatici, lo 0,06% di isolani del Pacifico, il 4,02% di altre razze, e l'1,37% di due o più etnie. Ispanici o latinos di qualunque razza erano il 9,28% della popolazione.
Dei 3.931 nuclei familiari, il 45,6% aveva figli di età inferiore ai 18 anni, il 68,3% aveva coppie sposate conviventi, il 10,9% aveva un capofamiglia femmina senza marito, e il 18,0% non erano famiglie. Circa il 14,2% di tutti i nuclei familiari erano individuali, e il 3,3% aveva componenti con un'età di 65 anni o più che vivevano da soli. Il numero di componenti medio di un nucleo familiare era di 2,82 e quello di una famiglia era di 3,12.
Vi erano il 29,9% di persone sotto i 18 anni, il 7,6% di persone dai 18 ai 24 anni, il 33,0% di persone dai 25 ai 44 anni, il 22,8% di persone dai 45 ai 64 anni, e il 6,7% di persone di 65 anni o più. L'età media era di 33 anni. Per ogni 100 femmine, c'erano 94,9 maschi. Per ogni 100 femmine dai 18 anni in giù, c'erano 91,2 maschi.
Il reddito medio di un nucleo familiare era di 55.469 dollari, e per una famiglia era di 59.409 dollari. I maschi avevano un reddito medio di 38.560 dollari contro i 24.659 dollari delle femmine. Il reddito pro capite era di 22.263 dollari. Circa il 2,2% delle famiglie e il 2,9% della popolazione erano sotto la soglia di povertà, incluso il 3,1% di persone sotto i 18 anni e il 4,0% di persone di 65 anni o più.